# Norbert et Kari

logo de la série.

Norbert et Kari est une série de bande dessinée créée par Christian Godard publiée de 1963 à 1970 dans Pilote et en 1981 dans Gomme !, éditée en albums de 1974 à 1989 par Hachette, par Glénat, puis par Le Vaisseau d'Argent (après la faillite de cet éditeur, le stock a été distribué par Dargaud). Elle met en scène le jeune Polynésien Kari et son ami Norbert, qui a décidé de fuir Paris, exaspéré par les conditions de vie métropolitaines.

## Description

### Synopsis
L'histoire se passe en Polynésie sur le petit archipel de Taaratatah, où Norbert s'est exilé pour trouver la tranquillité, bien que ses aventures ne soient pas de tout repos.

### Personnages
- Norbert: Parisien exilé en Polynésie afin d'échapper aux turpitudes de la vie moderne et prendre du repos, repos que toutefois il ne trouve pas. Au cours de ses aventures, il n'est pas toujours très malin, et Kari doit souvent lui sauver la mise.
- Kari: Jeune Polynésien et ami inséparable de Norbert, à qui il voue un attachement indéfectible.
- Le Chinois : Seul commerçant de l'archipel, il lui arrive souvent d'arnaquer Norbert.
- L'avorton : Petit garçon se promenant avec une pipe en bouche et traînant derrière lui un objet souvent différent, mais faisant invariablement « tracta poum », tout en faisant des considérations philosophiques.

## Publications en français

### Dans des périodiques
- Dans Pilote, Dargaud[1] :

1. Taitouamotus l'atoll du silence, 1963
2. Le Dictateur de Taaratatah, 1963-1964
3. La Caye aux barbus, 1964
4. Opération Madrépores, 1964
5. Le Gugusse et les petits mutins, 1964-1965
6. Aïu pupu au pays des hommes nature, 1965
7. L'Exilé des Galapagos, 1965
8. Du rififi au pays des otaries, 1965-1966
9. Bombinette et bamboula, 1966
10. Le Maître des abysses, 1966
11. Le Peuple des Dito, 1966-1967
12. L'Élection, 1967
13. L'Île aux monstres, 1967-1968
14. Opération terre brûlée, 1968
15. La Pierre de nulle part, 1968-1969
16. Le Souffle de l'enfer, 1969
17. Le Royaume d'Astap, 1969

- Dix récits courts dans Pilote, 1963-1967
- Sept récits courts dans Super Pocket Pilote, 1968-1970
- Un Empire sur pilotis, dans Gomme !, 1981-1982

### En Albums
1. Au Royaume d'Astap, Hachette, 1974
2. Le Gugusse et les petits mutins, Hachette, 1974
3. L'Île aux monstres, Hachette, 1975
4. Le Maître des abysses, Hachette, 1975
5. L'Élection, Glénat, 1981
6. La Pierre de nulle part, Glénat, 1981
7. Un Empire sur pilotis, Glénat, 1982
8. Du rififi au pays des otaries, Glénat, 1982
9. La Maison du kloune, Le Vaisseau d'Argent, 1989

### Documentation
- Arnaud de la Croix, « Norbert et Kari, philosophes du langage  », Les Cahiers de la bande dessinée, Glénat, no 59,‎ 1984, p. 21-23.
- Patrick Gaumer, « Norbert et Kari », dans Dictionnaire mondial de la BD, Paris, Larousse, 2010 (ISBN 9782035843319), p. 635.